# Rougette
Pteropus subniger
Pour les articles homonymes, voir rouget (homonymie) et roussette.
Espèce
Statut de conservation UICN

 EX  : Éteint
Statut CITES
La roussette rougette ou tout simplement rougette (Pteropus subniger), aussi appelée roussette à collet rouge, est une espèce de renard volant aujourd'hui éteinte qui vivait autrefois à La Réunion et à l'île Maurice, dans les Mascareignes.

## Comportement
Animaux nocturnes, les roussettes rougettes avaient des dents fragiles, ce qui tend à prouver qu'elles consommaient surtout du nectar et des fruits à la chair tendre.
À la différence des autres ptéropodidés, elles ne fréquentaient pas spécialement les branches des grands arbres mais plutôt les troncs creux des vieux spécimens et les anfractuosités rocheuses. On les y trouvait parfois au nombre de 400 ou plus.
Les habitants des Mascareignes ont pu affirmer qu'il n'y avait qu'un seul mâle par perchoir, ce qui semble indiquer que les deux sexes s'établissaient en des sites différents, les colonies les plus peuplées étant celles où les mères élevaient les petits.

## Disparition
Les roussettes rougettes furent victimes de la chasse et de la déforestation. Elles ont probablement disparu au XIXe siècle. Des spécimens subsistent dans des muséums à Paris, Nancy, Londres, Berlin et Sydney.

## Informations complémentaires
- Faune endémique des Mascareignes.